# Möriken-Wildegg
Möriken-Wildegg és una localitat del cantó suís d'Argòvia que es troba entre les ciutats d'Aarau i de Brugg al Districte Bezirk Lenzburg. Compta amb una extensió de 6.600 km² i una població de 4.888 habitants. segons cens de 2023.
El poble és conegut per allotjar el Castell de Wildegg, i també compta amb una fàbrica de ciment pertanyent a la cimentera suïssa Jura Ciment.
Immediatament al nord de Wildegg, trobem el poble de Holderbank. A principi del segle xx, aquest poble veié el naixement de Holderbank Cement, que al cap dels anys es transformaria en la multinacional suïssa Holcim, dedicada als materials de la construcció.
Al sud-oest de Wildegg trobem també la localitat de Lenzburg, on es troba el Castell de Lenzburg, un dels castells més ben preservats de Suïssa.